# Spirobolus festivus
Spirobolus festivus är en mångfotingart som beskrevs av Koch. Spirobolus festivus ingår i släktet Spirobolus och familjen Spirobolidae. Inga underarter finns listade i Catalogue of Life.